# Côte d'Ivoire aux Jeux olympiques d'été de 1988
La Côte d'Ivoire a participé aux Jeux olympiques d'été de 1988 à Séoul. Il s'agissait de sa 6e participation à des Jeux d'été.

## Athlétisme
Hommes
Courses
| Athlète                                                                                               | Épreuve        | Séries       | Séries | Quarts de finale | Quarts de finale | Demi-finales  | Demi-finales | Finale   | Finale |
| Athlète                                                                                               | Épreuve        | Résultat     | Rang   | Résultat         | Rang             | Résultat      | Rang         | Résultat | Rang   |
| --- | -------------- | ------------ | ------ | ---------------- | ---------------- | ------------- | ------------ | -------- | ------ |
| Gabriel Tiacoh                                                                                        | 400 m          | 47 s 19      | 3e     | 45 s 49          | 5e               | NC            | NC           | NC       | NC     |
| Akissi Kpidi René Djédjémel Mélédjé Djétenan Kouadio Gabriel Tiacoh Lancine Fofana Anatole Zongo Kuyo | Relais 4x400 m | 3 min 7 s 40 | 5e     | NC               | NC               | 3 min 07 s 15 | 6e           | NC       | NC     |

Femmes
Courses
| Athlète          | Épreuve     | Séries   | Séries | Quarts de finale | Quarts de finale | Demi-finales | Demi-finales | Finale   | Finale |
| Athlète          | Épreuve     | Résultat | Rang   | Résultat         | Rang             | Résultat     | Rang         | Résultat | Rang   |
| ---------------- | ----------- | -------- | ------ | ---------------- | ---------------- | ------------ | ------------ | -------- | ------ |
| Célestine N'Drin | 400 m       | 52 s 48  | 4e     | 52 s 04          | 5e               | NC           | NC           | NC       | NC     |
| Marie Womplou    | 400 m haies | 57 s 35  | 5e     | NC               | NC               | NC           | NC           | NC       | NC     |

Concours
| Athlète       | Épreuve         | Qualification | Qualification | Finale   | Finale |
| Athlète       | Épreuve         | Distance      | Rang          | Distance | Rang   |
| ------------- | --------------- | ------------- | ------------- | -------- | ------ |
| Lucienne N'Da | Saut en hauteur | 12,73 m       | 24e           | NC       | NC     |

## Boxe
| Athlète         | Compétition          | 1/32 de finale             | 1/16 de finale      | 1/8 de finale       | Quarts de finale    | Demi-finales        | Finale              |
| Athlète         | Compétition          | Adversaire Résultat        | Adversaire Résultat | Adversaire Résultat | Adversaire Résultat | Adversaire Résultat | Adversaire Résultat |
| --------------- | -------------------- | -------------------------- | ------------------- | ------------------- | ------------------- | ------------------- | ------------------- |
| Bakary Fofana   | Plumes (-57 kg)      | Wataru Yamada RSC          | NC                  | NC                  | NC                  | NC                  | NC                  |
| Kouassi Kouassi | Mi welter (-63,5 kg) | Rashi Ali Hadj Matumla RSC | NC                  | NC                  | NC                  | NC                  | NC                  |

## Canoë-kayak
| Athlète  | Épreuve                     | Séries        | Séries | Repêchage     | Repêchage | Demi-finales | Demi-finales | Finale   | Finale |
| Athlète  | Épreuve                     | Résultat      | Rang   | Résultat      | Rang      | Résultat     | Rang         | Résultat | Rang   |
| -------- | --------------------------- | ------------- | ------ | ------------- | --------- | ------------ | ------------ | -------- | ------ |
| K2 500 m | Melagne Lath Kouame N'Douba | 1 min 47 s 88 | 6e     | 1 min 55 s 65 | 6e        | NC           | NC           | NC       | NC     |

## Handball
Les handballeuses disputant cette compétition sont : Julienne Vodoungbo, Adjoua N'Dri, Mahoula Kramou, Elisabeth Kouassi, Hortense Konan, Gouna Irie, Brigitte Guigui, Wandou Guehi, Koko Elleingand, Alimata Douamba, Emilie Djoman, Clementine Blé, Dounbia Bah et Zomou Awa.

### Classement
|   | Équipe           | Pts | J | G | N | P | Bp | Bc  | Diff |
| - | ---------------- | --- | - | - | - | - | -- | --- | ---- |
| 1 | Union soviétique | 5   | 3 | 2 | 1 | 0 | 75 | 49  | 26   |
| 2 | Norvège          | 5   | 3 | 2 | 1 | 0 | 75 | 53  | 22   |
| 3 | Chine            | 2   | 3 | 1 | 0 | 2 | 76 | 58  | 18   |
| 4 | Côte d'Ivoire    | 0   | 3 | 0 | 0 | 3 | 37 | 103 | -66  |

Légende
- Qualification pour le tournoi final
- Qualification pour le tournoi de classement

### Matches
- 21 septembre
  - Norvège - Côte d'Ivoire : 34 - 14
- 23 septembre
  - URSS - Côte d'Ivoire : 32 - 11
- 25 septembre
  - Chine - Côte d'Ivoire : 37  - 12

## Tennis
| Athlète         | Compétition      | 1/32 de finale                          | 1/16 de finale      | 1/8 de finale       | Quarts de finale    | Demi-finales        | Finale              |
| Athlète         | Compétition      | Adversaire Résultat                     | Adversaire Résultat | Adversaire Résultat | Adversaire Résultat | Adversaire Résultat | Adversaire Résultat |
| --------------- | ---------------- | --------------------------------------- | ------------------- | ------------------- | ------------------- | ------------------- | ------------------- |
| Clément N'Goran | Simple messieurs | Andrew Castle 7-69, 6-3, 2-6, 63-7, 5-7 | NC                  | NC                  | NC                  | NC                  | NC                  |